# Tour de Mare
 (juillet 2022).

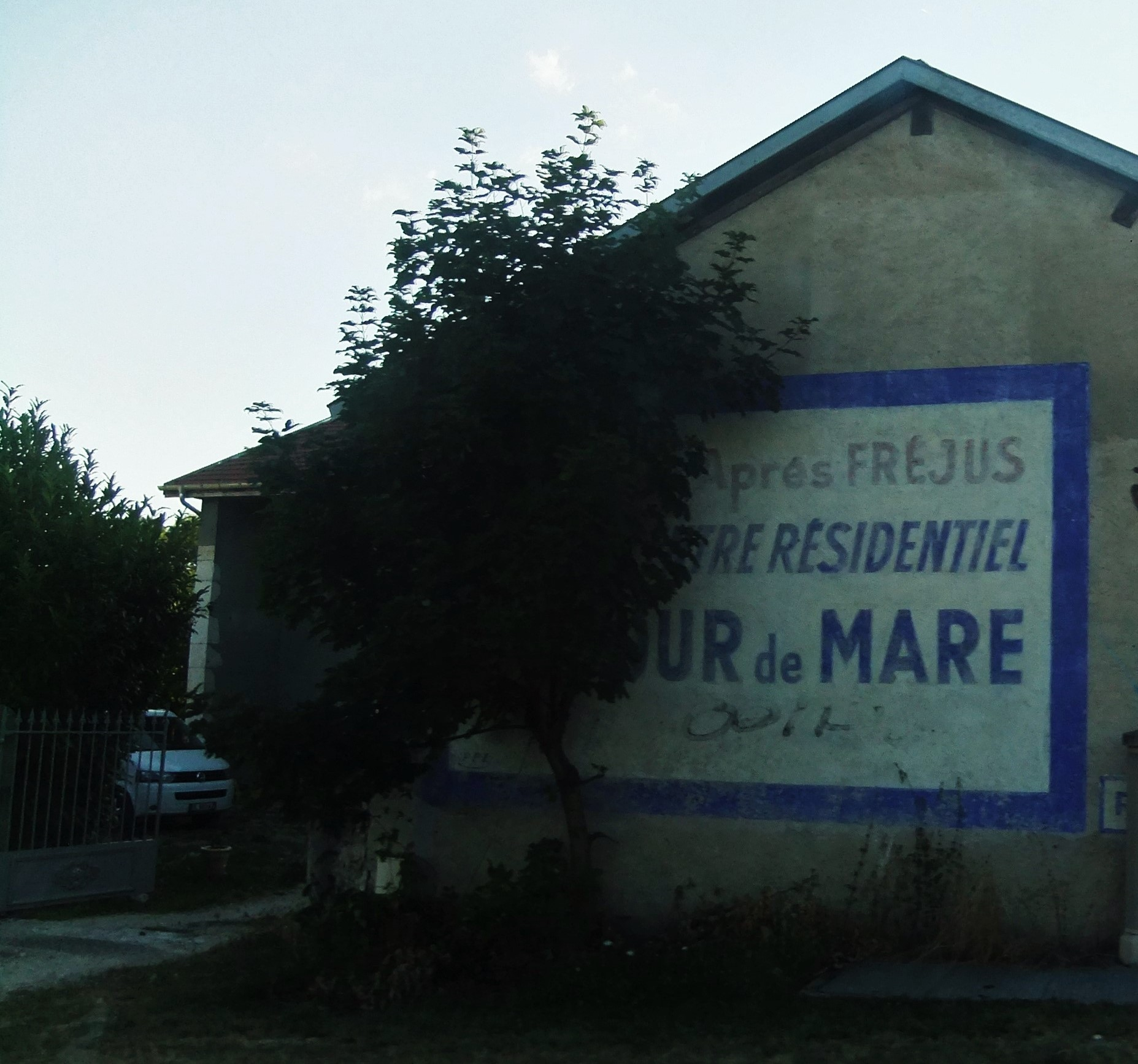
Ancien panneau publicitaire datant des années soixante pour la Tour de Mare, survivant à Cessy dans le pays de Gex

La Tour de Mare est l'un des onze quartiers principaux de la ville de Fréjus, principalement résidentiel. 
À l'origine de la construction du quartier de la Tour de Mare, on retrouve Jean Martinon, banquier niçois qui souhaite concevoir un nouveau quartier qu'il a imaginé pour abriter une population d'artistes ainsi qu’une chapelle privée destinée à l'usage unique des habitants du quartier. Il achète les parcelles pour créer son grand projet d'aménagement de la Tour de Mare au septentrion de la ville de Fréjus[réf. nécessaire]. 
Le quartier comprenait un parc public avec la chapelle Notre-Dame-de-Jérusalem, dite chapelle Cocteau (le poète Jean Cocteau réalisa les plans et les dessins de cette chapelle octogonale, avec l’aide de l’architecte Jean Triquenot[réf. nécessaire]), également une mairie annexe et une agence postale.
Les aménagements comprenaient aussi une piscine privée (dont partait un petit train qui menait a un belvédère) avec un bassin de plein air dont les vestiges furent démolis en octobre 2009, après plusieurs années laissée à l'abandon, pour construire cinq villas résidentielles.

## Sources
- La Tour de Mare  site sur le quartier de la Tour de Mare
- Var Fréjus : les projets de la Tour de Mare, sur Le Moniteur, 15 octobre 2004.